# Ristskeda (naturreservat)
Ristskeda är ett naturreservat i Åtvidabergs kommun i Östergötlands län.
Området är naturskyddat sedan 2008 och är 32 hektar stort. Reservatet omfattar två höjder mellan Risten och Såken, norr om gården Ritskeda. Reservatet består av tallskog på höjderna och av granskog med inslag av lövträd i sluttningarna.